# Schrumpfmarkt
Ein Schrumpfmarkt ist im Marketing und in der Volkswirtschaftslehre ein Markt, dessen Marktvolumen nachfragebedingt kontinuierlich sinkt, so dass künftig mit einer negativen Marktentwicklung zu rechnen ist.

## Allgemeines
Märkte lassen sich unterteilen nach der Anzahl der Marktteilnehmer (Monopol, Oligopol, Polypol), nach den gehandelten Gütern und Dienstleistungen (Gütermarkt, Faktormarkt, Finanzmarkt) oder nach der Nachfrageintensität.
Im Hinblick auf diese Nachfrageintensität lassen sich folgende Marktformen unterscheiden:
|                     | starke Nachfrage | schwache Nachfrage |
| ------------------- | ---------------- | ------------------ |
| starke Konkurrenz   | Massenmarkt      | Schrumpfmarkt      |
| schwache Konkurrenz | Wachstumsmarkt   | Nischenmarkt       |

Auch auf einem Schrumpfmarkt kann starke Konkurrenz des Güterangebots herrschen, weil die Marktanteile der Anbieter hart umkämpft sind. Auf schrumpfenden Märkten ist Unternehmenswachstum nur dann möglich, wenn der Marktanteil relativ schneller gesteigert werden kann als das Marktvolumen schrumpft (z. B. wenn sich Grenzanbieter mit geringer oder fehlender Ertragskraft daraus zurückziehen) oder wenn es gelingt, innerhalb des Schrumpfmarktes rentable Teilmärkte (Marktnischen) zu identifizieren, an deren Güternachfrage sich ein Anbieter besser anzupassen vermag als seine Wettbewerber (z. B. durch Produktdifferenzierung, Produktvariation oder Produktinnovation) und die dadurch noch Marktpotenzial aufweisen. Ein Beispiel bildet Lenovos Marktstrategie auf dem schrumpfenden Markt für Personal Computer.

## BCG-Matrix
Legt man die Merkmale Marktvolumen und Marktentwicklung zugrunde, lassen sich die Kategorien der BCG-Matrix wie folgt zuordnen:
| Art des Marktes     | Marktvolumen            | BCG-Matrix-Kategorie | Marktentwicklung |
| ------------------- | ----------------------- | -------------------- | ---------------- |
| Schrumpfmarkt       | sinkt stark             | „Poor dogs“          | negativ          |
| stagnierender Markt | sinkt geringfügig       | „Poor dogs“          | negativ          |
| Marktsättigung      | bleibt konstant         | „Question marks“     | neutral          |
| Markt               | steigt geringfügig      | „Cashcows“           | positiv          |
| Wachstumsmarkt      | steigt überproportional | „Stars“              | positiv          |

Auf einem Schrumpfmarkt werden oft Auslaufprodukte angeboten. Sie weisen ein stagnierendes Marktwachstum oder sogar einen Umsatzschwund auf sowie einen geringen relativen Marktanteil. Wird der Deckungsbeitrag für diese Produkte negativ, sollte das Produktionsprogramm durch Produkteliminierung bereinigt werden.
Die Veränderung des Marktvolumens kann einerseits an den auf dem Markt erzielten Umsatzerlösen (Wertgröße) oder dem Absatzvolumen (Mengengröße) und andererseits am Bruttoinlandsprodukt oder Wirtschaftswachstum (Wertgrößen) gemessen werden.

## Wirtschaftliche Aspekte
Ursachen für einen Schrumpfmarkt können insbesondere Bedarfsverschiebungen, Branchenkrisen, Marktdynamik, Marktsättigung, endender Produktlebenszyklus oder fehlende Produktinnovationen sein. Marktschrumpfungen führen im Regelfall zum Verdrängungswettbewerb. Das Marktvolumen nimmt stetig ab, ohne dass hierfür konjunkturelle oder temporäre Einflüsse ursächlich sind. Ein Schrumpfmarkt liegt auch vor, wenn sich das Marktpotenzial negativ verändert.
Auf einem Schrumpfmarkt besteht eine Nachfragelücke und hieraus resultierend ein Angebotsüberhang, der zu Überkapazitäten führt. Die Nachfragelücke entsteht in einer Rezession oder Depression auch durch Angstsparen. Das Lagerrisiko steigt, gleichzeitig sinken die Marktpreise, so dass die Preisuntergrenze erreicht wird und Gewinne abnehmen oder sogar Verluste entstehen.
Strategien und Handlungsoptionen in schrumpfenden Märkten können in Anlehnung an Harrigan und Porter (1983) wie folgt aussehen:
|                                          | Starke eigene Position bei zurückgehender Nachfrage | Schwache eigene Position bei zurückgehender Nachfrage |
| ---------------------------------------- | --------------------------------------------------- | ----------------------------------------------------- |
| Günstige Marktstruktur bei Schrumpfung   | Marktführerschaft                                   | Abschöpfung                                           |
| Ungünstige Marktstruktur bei Schrumpfung | Nischenstrategie                                    | Schneller Marktaustritt                               |

Eine Marketingstrategie auf schrumpfenden Märkten kann darin bestehen, die Verbrauchsintensität der verbliebenen Käufer zu erhöhen.